# Dasyochloa
Dasyochloa és un gènere de plantes de la subfamília de les cloridòidies, família de les poàcies, ordre de les poals, subclasse de les commelínides, classe de les liliòpsides, divisió dels magnoliofitins.

## Taxonomia
- Dasyochloa argentina (Kuntze) Caro
  - Dasyochloa argentina var. argentina
  - Dasyochloa argentina var. aristiglumis Caro
  - Dasyochloa argentina var. parodiana (E.A. Sánchez) Caro
- Dasyochloa avenacea (Kunth) Willd. ex Steud.
- Dasyochloa kurtziana (Parodi) Caro
- Dasyochloa longiglumis (Parodi) Caro
  - Dasyochloa longiglumis var. cabrerae Caro
  - Dasyochloa longiglumis var. longiglumis
- Dasyochloa pulchella (Kunth) Willd. ex Rydb.
- Dasyochloa pygmaea (Hack.) Caro